# Jill P. Mesirov
Jill P. Mesirov est une mathématicienne, informaticienne et biologiste numérique américaine. Elle est présidente de l'Association for Women in Mathematics de 1989 à 1991 et vice-rectrice de l'école de médecine de l'université de Californie à San Diego. 

## Biographie
Jill Mesirov obtient sa licence à l'université de Pennsylvanie, puis réalise un master et prépare un doctorat en mathématiques à l'université Brandeis, qu'elle obtient en 1974, sous la direction de Richard Palais. 
Ses recherches portent sur le calcul haute performance. En juillet 2015, elle est nommée vice-chancelière adjointe des sciences de la santé computationnelle et professeure à l'école de médecine de l'université de Californie à San Diego, et au centre de cancérologie rattaché à cette université, le Moores Cancer Center. 
Elle a travaillé à l'université de Californie à Berkeley, à l'American Mathematical Society, à Thinking Machines Corporation et à IBM avant de rejoindre l'Institut Whitehead pour la recherche biomédicale du MIT en 1997, qui est ensuite devenu un élément constitutif du Broad Institute. Elle est présidente de l'Association for Women in Mathematics de 1989 à 1991.

## Honneurs et distinctions
Jill P. Mesirov est élue membre de l'Association américaine pour l'avancement des sciences en 1996. En 2012, elle a été élue fellow ISCB par l'International Society for Computational Biology, et fellow de l'American Mathematical Society . En 2017, elle est nommée membre d'honneur de la classe inaugurale de l'Association for Women in Mathematics. Cette distinction récompense des femmes scientifiques dont l'action a concouru à « encourager les femmes et les filles à étudier [les mathématiques] et à mener une carrière active dans les sciences mathématiques, et à promouvoir l'égalité des chances et l'égalité de traitement des femmes et des filles dans les sciences mathématiques. »
Elle est vice-rectrice de l'école de médecine de l'Université de Californie à San Diego

## Publications
- (co-dir.) Mathematical Approaches to Biomolecular Structure and Dynamics. The IMA Volumes in Mathematics and its Applications, avec Klaus Schulten et De Witt Sumners, Springer, 254 p.  (ISBN 1461284856)
- (coll.) Research in Computational Molecular Biology, 9th Annual International Conference, RECOMB 2005, Cambridge, MA, USA, 14-18 mai 2005, Proceedings (Lecture Notes in Computer Science), Springer, 632 p.  (ISBN 3540258663)
- Very Large Scale Computing in the 21st Century, Society for Industrial & Applied Mathematics, 1991, 345 p.  (ISBN 0898712793)